# Port lotniczy Golden Triangle
Port lotniczy Golden Triangle (IATA: GTR, ICAO: KGTR) – port lotniczy położony w Golden Triangle (Missisipi), w stanie Missisipi, w Stanach Zjednoczonych.